# Спартано-персидская война
Спартано-персидская война — военный конфликт между Спартой и Персидской державой.

## Предыстория
Во время Пелопоннесской войны, которая закончилась в 404 до н. э., Спарта заручилась поддержкой многих греческих государств на материке и Персидской империи, а после войны под её контролем оказались и островные государства Эгейского моря. Однако уже вскоре после войны союзники и сателлиты Спарты начали проявлять недовольство по отношению к ней. Несмотря на то, что победа была достигнута совместными усилиями членов Пелопоннесского союза, одна лишь Спарта получила контрибуцию от побеждённых государств и платежи дани от бывшей Афинской державы. Союзники Спарты всё более отдалялись от неё. Когда в 402 до н. э. Спарта напала на Элиду, члена Пелопоннесского союза, который не выполнял союзнических обязательств в течение Пелопоннесской войны, Коринф и Фивы отказались послать войска на помощь Спарте.

## Экспедиция Агесилая
Фивы, Коринф и Афины также отказались участвовать в экспедиции спартанцев в Ионию в 398 году до н. э. Фиванцы при этом ещё и помешали царю Агесилаю приносить жертву богам перед его отъездом. Несмотря на отсутствие армий этих государств, Агесилай довольно успешно воевал против персов в Лидии, достигнув Сард. Сатрап Тиссаферн был казнён из-за его отказа содержать армию Агесилая, а его преемник, Тифравст, подкупил спартанцев, чтобы те двинулись на север, в сатрапию Фарнабаза. Агесилай так и сделал, но одновременно начал готовить большой флот.
Неспособный победить армию Агесилая, Фарнабаз решил вынудить Агесилая уйти, вызвав нестабильную обстановку в Греции. Он послал родосца Тимократа, азиатского грека, чтобы тот принёс деньги в главные греческие города и стал подстрекать их действовать против Спарты. Тимократ посетил Афины, Фивы, Коринф и Аргос и преуспел в том, чтобы убедить сильные фракции в каждом из этих государств преследовать антиспартанскую политику. Фиванцы, которые и ранее демонстрировали свою антипатию по отношению к Спарте, обязались начать войну..

## Коринфская война
Встревоженные успехами афинян, персы стали поддерживать Спарту, что вынудило союзников искать мир. Война закончилась в 387 до н. э. подписанием мирного договора, известного как Анталкидов мир. Война закрепила лидирующее положение Спарты в греческой политической системе и усилила влияние Персидской державы на греческие дела.